# Onosma bodeanum
Onosma bodeanum är en strävbladig växtart som beskrevs av Pierre Edmond Boissier. Onosma bodeanum ingår i släktet Onosma och familjen strävbladiga växter. Inga underarter finns listade i Catalogue of Life.